# Ale Vanzella
Alessandro Osmar Pilot Vanzella, ou Ale Vanzella (Guaporé, 5 de fevereiro de 1984) é um músico brasileiro — cantor, guitarrista, baterista e violonista — que mescla bossa nova com indie rock.

## Discografia
- Indie Bossa (Albatroz Music/2012) - lançado em julho de 2012, com músicas em português, inglês e japonês.
- Indie Bossa II (Sony Music/2015) - lançado em abril de 2015, com 12 músicas em inglês.

## Prêmios e indicações

### Prêmio Açorianos
| Ano  | Categoria        | Indicação    | Resultado |
| ---- | ---------------- | ------------ | --------- |
| 2012 | Revelação do Ano | Ale Vanzella | Venceu    |

- Troféu RBS TV Cultura 2013 - Revelação
- Prêmio Palco MP3 2015 - Artista mais acessado gênero Bossa Nova
- Entre os 100 álbuns mais importantes da bossa nova mundial